# هنري هيل (مجرم)
هنري هيل (بالإنجليزية: Henry Hill Jr.)‏ (ولد 11 يونيو - توفي 12 يونيو 2012) كان رجل مافيا أمريكي. بين أعوام 1955-1980 كان مرتبط بعائلة لوكيزي الإجرامية. وفي 1980 تحول إلى مخبر لمكتب التحقيقات الفيدرالي وقد ساعدت شهادته في المحكمة بتأمين 50 إدانة، من ضمنهم رتب عالية في المافيا مثل بول فاريو وجيمس بيرك.
قصة حياة هنري وثقت في كتاب يدعى Wiseguy: Life in a Mafia Family من تأليف نيكولاس بيليجي. في عام 1990 قام مارتن سكورسيزي بتحويل الكاتب إلى فيلم الأصدقاء الطيبون وأدى راي ليوتا دور هنري. وهو بطل فيلم الأصدقاء الطيبون

## وصلات خارجية
- هنري هيل على موقع IMDb (الإنجليزية)
- هنري هيل على موقع إن إن دي بي (الإنجليزية)